# Macuelizo
Macuelizo é uma cidade hondurenha do departamento de Santa Bárbara.